# Margit Stumpp

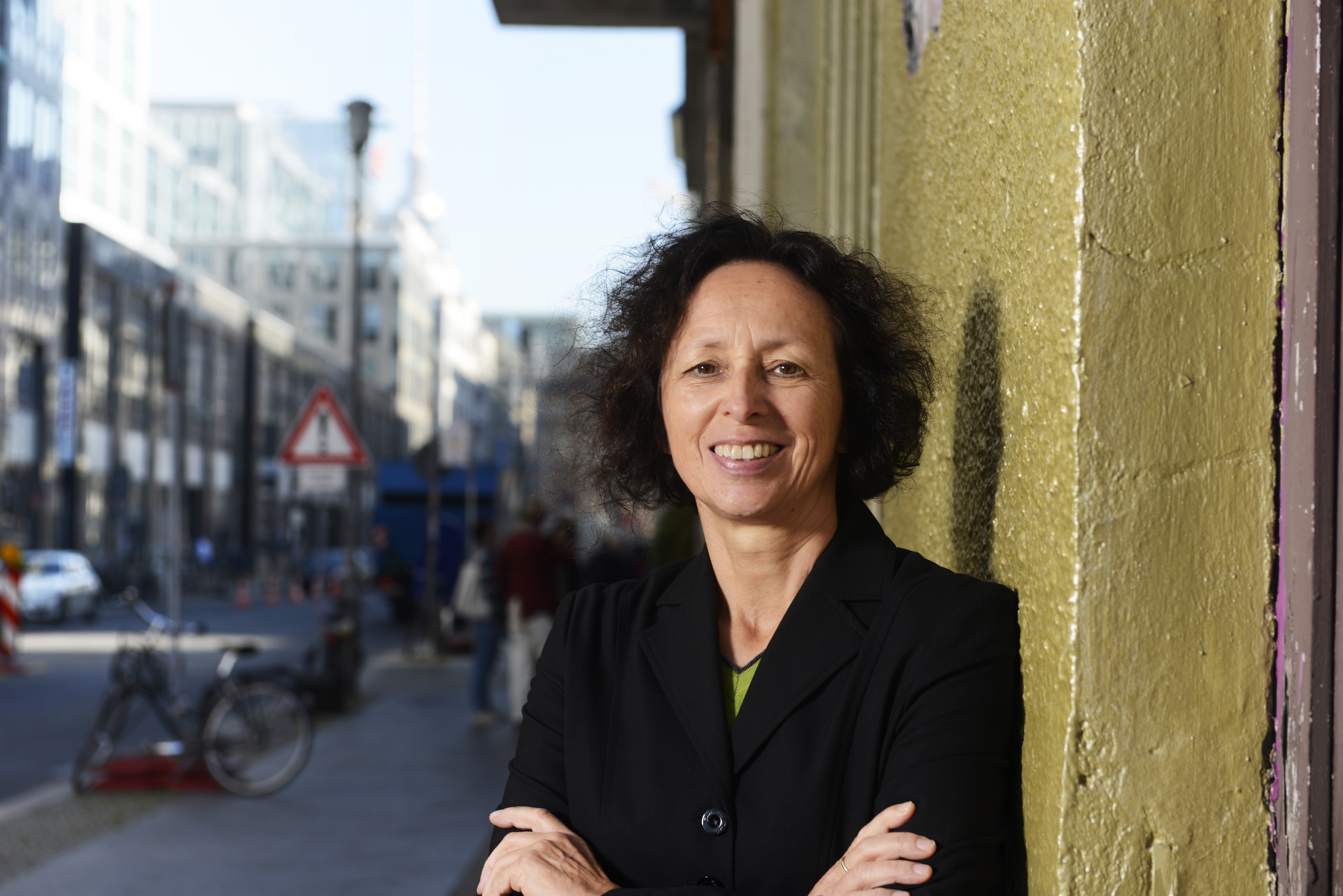
Margit Stumpp (2019)

Margit Stumpp (* 13. April 1963 in Mengen) ist eine deutsche Politikerin (Bündnis 90/Die Grünen). Von 2017 bis 2021 war sie Mitglied des Deutschen Bundestages und dort Sprecherin ihrer Fraktion für Bildungs- und Medienpolitik. Von 2013 bis 2018 gehörte sie dem Parteirat der Grünen in Baden-Württemberg an.

## Leben
Stumpp wuchs mit drei jüngeren Geschwistern im oberschwäbischen Mengen auf, wo sie auf dem elterlichen Bauernhof mitarbeitete. Im Jahr 1979 erhielt Stumpp die Mittlere Reife an der Realschule Mengen und begann eine Ausbildung zur staatlich geprüften Hauswirtschafterin, die sie 1980  abschloss. Sie ist seit 1986 verheiratet, hat zwei erwachsene Kinder und lebt in Königsbronn. 
Im Jahr 1983 holte sie am Wirtschaftsgymnasium Saulgau das Abitur nach und war parallel bis 1984 als Hauswirtschafterin auf dem elterlichen Hof tätig. Ab 1984 studierte sie Feinwerktechnik an der Fachhochschule Ulm und schloss das Studium 1988 als Diplom-Ingenieurin (FH) ab. Bis 1990 war sie Applikationsentwicklerin Elektronikentwicklung bei Mannesmann Tally, dann ein Jahr lang freiberufliche Applikationsentwicklerin. 1991 folgte der Quereinstieg in den Schuldienst als Lehrerin an der Heid-Tech-Berufsschule in Heidenheim an der Brenz. Neben ihren Unterrichtsfächern Informations- und Medientechnik sowie technische Physik war sie dort für die Systemadministration und die Redaktion des Lehrerfortbildungsservers zuständig.

## Politische Karriere

### Partei
Stumpp ist seit 2009 Mitglied von Bündnis 90/Die Grünen. Sie war Vorstandsmitglied der kommunalpolitischen Vereinigung der Grünen und Alternativen in den Räten Baden-Württembergs.
Auf dem Landesparteitag der baden-württembergischen Grünen 2013 in Esslingen wurde Stumpp in den Parteirat der Landespartei gewählt. 2017 wurde sie auf dem Landesparteitag in Heidenheim wiedergewählt. Ihre Mitgliedschaft im Parteirat gab sie 2018 auf.

### Kommunalpolitik
Von 1999 bis 2017 war Stumpp Gemeinderätin in Königsbronn und dort ab 2009 Vorsitzende der Fraktion der Unabhängigen/Bündnis 90/Die Grünen. Sie war von 2004 bis 2024 Kreisrätin im Landkreis Heidenheim, von 2014 bis 2017 sowie von 2022 bis 2024 als Vorsitzende ihrer Fraktion. Ebenfalls von 2004 bis 2024 war sie Mitglied der Verbandsversammlung des Regionalverbandes Ostwürttemberg und dort stellvertretende Fraktionsvorsitzende.
Als Gegenveranstaltung zu den vom Reservistenverband organisierten „Königsbronner Gesprächen“ initiierte Stumpp in ihrem Heimatort Königsbronn die „Königsbronner Friedensgespräche“, die internationale Entwicklungen und Lösungsansätze abseits militärischer Interventionen aufzeigen wollen.

### Bundestagsabgeordnete
2013 kandidierte Stumpp erstmals für die Grünen im Bundestagswahlkreis Aalen – Heidenheim und auf Platz 15 der Landesliste in Baden-Württemberg, verpasste aber den Einzug in den Bundestag.
Bei der darauffolgenden Bundestagswahl 2017 kandidierte sie erneut im Wahlkreis Aalen-Heidenheim und erreichte über Platz 13 der Landesliste der Grünen in Baden-Württemberg den Einzug in den Deutschen Bundestag. Sie war damit die erste Bundestagsabgeordnete der Grünen für den Wahlkreis, aus dem zusätzlich der direkt gewählte Roderich Kiesewetter (CDU) sowie Leni Breymaier (SPD) in den Bundestag einzogen.
Im 19. Deutschen Bundestag war Stumpp ordentliches Mitglied im Ausschuss für Kultur und Medien sowie im Ausschuss für Bildung, Forschung, und Technikfolgenabschätzung. Zudem gehörte sie als stellvertretendes Mitglied dem Kuratorium der Bundeszentrale für politische Bildung sowie der Enquete-Kommission „Berufliche Bildung“ an.
Bei der Bundestagswahl 2021 trat sie erneut an. Ihre Partei nominierte sie jedoch nur noch auf Platz 20 der Landesliste in Baden-Württemberg,, wodurch sie den Wiedereinzug in den Bundestag verpasste. Im Januar 2025 verzichtete sie auf die Möglichkeit, für die letzten verbliebenen Wochen der auslaufenden Legislaturperiode in den Bundestag nachzurücken.